# Mediastino
El mediastino es el compartimiento anatómico situado en el centro del tórax, entre los pulmones derecho e izquierdo, se encuentra por detrás del esternón y por delante de las vértebras torácicas. Por abajo está limitado por el diafragma que separa el tórax del abdomen y por arriba por la base del cuello. Para entender su situación, se puede dividir la cavidad torácica en tres espacios, dos laterales que son las cavidades pleuropulmonares formadas cada una por un pulmón y su pleura, y un espacio central, el mediastino.
Su importancia viene dada porque en este espacio se encuentran órganos vitales del sistema circulatorio, respiratorio y digestivo, entre ellos el corazón y los grandes vasos sanguíneos de entrada y salida al mismo. El mediastino es lugar de paso para el esófago, la tráquea, el conducto torácico y nervios importantes como el nervio vago y el frénico.

## Contenido

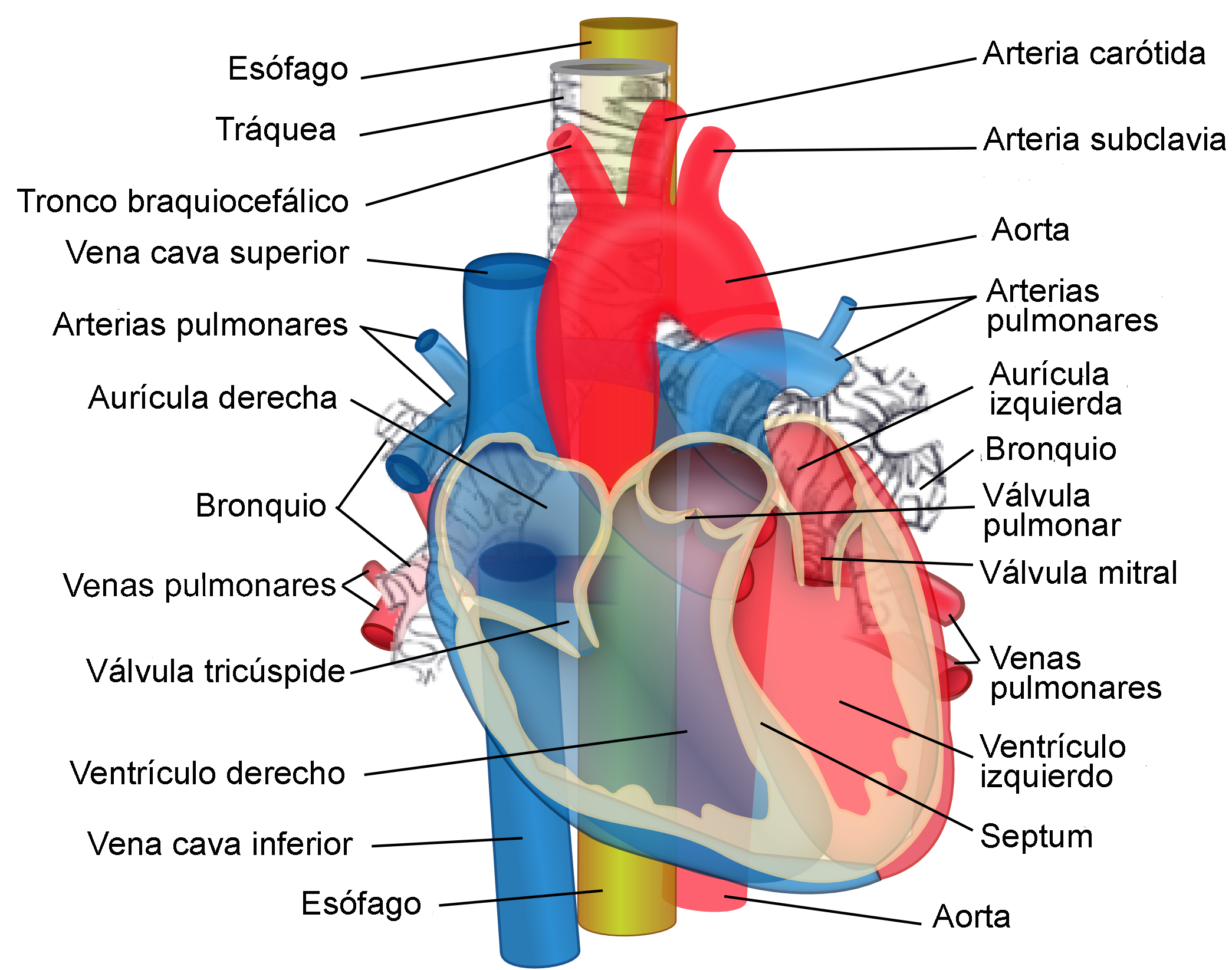
En la imagen pueden verse diversas estructuras del mediastino, incluyendo el corazón, la arteria aorta, la vena cava superior, las venas pulmonares y el esófago. Obsérvese la posición del esófago (color amarillo), detrás del corazón y la tráquea.

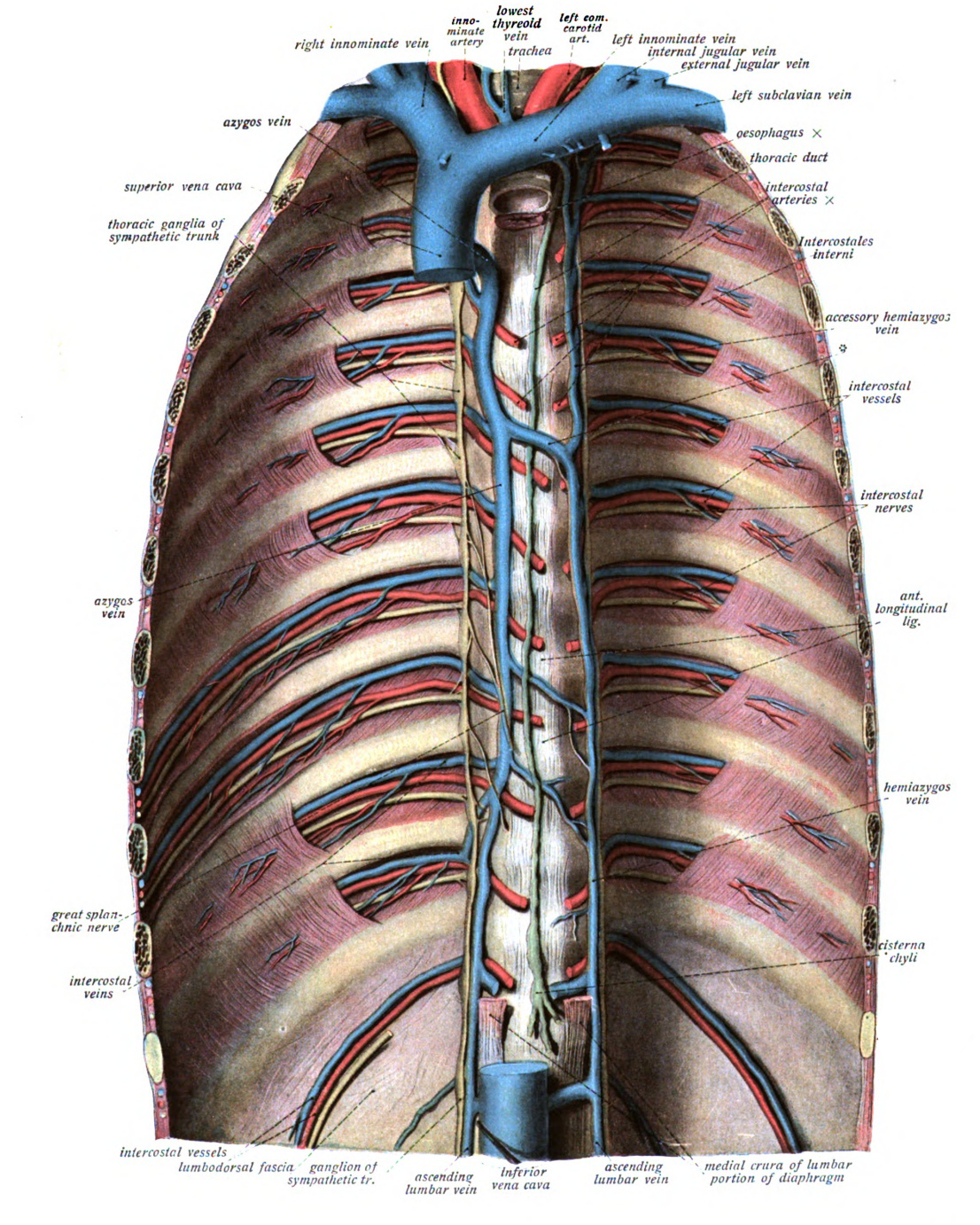
En la imagen puede observarse el ascenso de la vena azigos a través del mediastino posterior hasta alcanzar la vena cava superior.

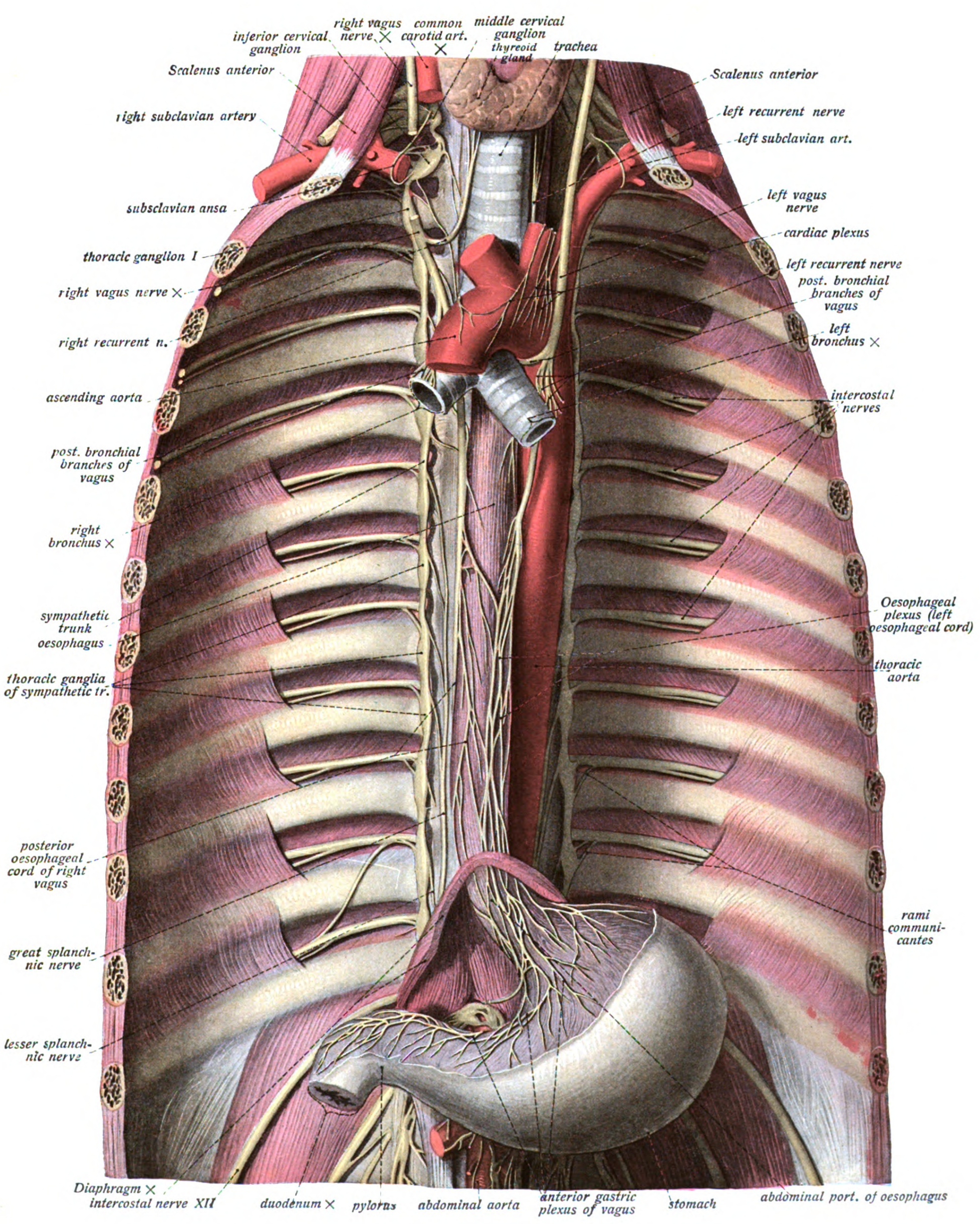
En la imagen no se han representado el corazón ni el pulmón, lo que permite observar diferentes estructuras del mediastino posterior, entre ellas el esófago, el nervio vago y la arteria aorta.

En el interior del mediastino se alojan el corazón, la arteria aorta, la vena cava superior, la vena cava inferior, la vena ácigos y hemiácigos, las arterias pulmonares y venas pulmonares, la tráquea y los bronquios principales, el esófago, el conducto torácico, el timo, vasos linfáticos, ganglios linfáticos, ganglios nerviosos, nervio frénico, nervio vago y nervio laríngeo recurrente.
Los cuerpos vertebrales, los pulmones y la cavidad pleural están en el tórax pero no forman parte del mediastino.
- Timo. Es una glándula que desempeña un importante papel en la inmunidad y la proliferación de los linfocitos T. Está situada por encima del corazón y detrás del esternón.
- Nervio frénico. Parte de la médula espinal a nivel del cuello y atraviesa todo el mediastino hasta alcanzar el diafragma al que inerva.
- Nervio vago. Parte del encéfalo y sigue un camino descendente, atraviesa la base del cráneo y el cuello desde donde entra en el mediastino y acompaña al esófago hasta atravesar el diafragma y entrar en el abdomen. Una de sus ramas es el nervio laríngeo recurrente que adopta un trayecto ascendente para llegar a la laringe.[1]
- Conducto torácico. Transporta la linfa de la mayor parte del cuerpo. Parte del abdomen, cruza el diafragma para entrar en el mediastino posterior, asciende a la izquierda de la aorta descendente, recorre todo el mediastino y desemboca a nivel cervical en la vena yugular interna.
- Corazón. Se encuentra situado en la porción central del mediastino inferior, por encima del diafragma, delante de los cuerpos vertebrales y detrás del esternón. Está envuelto en el saco pericárdico y flanqueado por los pulmones y la pleura.
- Arteria aorta. Es la principal arteria y da numerosas ramas que distribuye sangre oxigenada a todos los órganos. Su trayecto en el tórax pasa por diferentes regiones del mediastino, parte del ventrículo izquierdo del corazón, primero asciende y llega al mediastino superior donde emite ramas para la cabeza, cuello y miembros superiores, después desciende y se coloca en el mediastino posterior hasta que cruza el diafragma y abandona el tórax.
- Vena cava inferior. Se origina de la unión de las dos venas ilíacas primitivas a nivel de la 5.ª vértebra lumbar. Desde allí, recorre el abdomen en sentido ascendente, atraviesa el diafragma y penetra en el mediastino hasta alcanzar la aurícula derecha del corazón donde desemboca.[1]
- Vena cava superior. Lleva a la aurícula derecha la sangre procedente de la cabeza, el cuello y los miembros superiores. Mide entre 6 y 8 cm de largo y alrededor de 21 mm de diámetro.
- Vena ácigos. Es un trono venoso importante de alrededor de 0.9 cm de diámetro. Se origina en la región lumbar, asciende por el retroperitoneo y entra en el tórax situándose en el lado derecho del mediastino posterior, continúa su ascenso hasta que llega a nivel de la cuarta vértebra torácica, donde desemboca en la vena cava superior. En su trayecto recibe la sangre procedente de la vena hemiácigos que circula paralela durante una parte de su recorrido.
- Esófago. Es un órgano tubular hueco que mide alrededor de 30 cm de largo y pone en contacto la cavidad bucal con el estómago. En su trayecto desde el cuello hasta el abdomen, atraviesa el tórax, situándose en el mediastino posterior, por delante de la columna vertebral y detrás de la tráquea.

## Anatomías
El mediastino se encuentra en el centro del tórax, entre los dos pulmones de los que está separado por la pleura. Sus límites anatómicos son:
- Límite superior: base del cuello.
- Límite inferior: diafragma.
- Límite anterior: esternón y los cartílagos costales.
- Límite posterior: superficie anterior y lateral de las vértebras torácicas.[1]

## Divisiones del mediastino
Se han realizado numerosas clasificaciones de los espacios del mediastino por anatomistas, cirujanos y radiólogos que no coinciden y que varían considerablemente entre los diferentes autores; algunas son de gran complejidad y distinguen hasta nueve compartimientos. Se citan a continuación algunas de las clasificaciones más utilizadas, que dividen el mediastino en tres o cuatro espacios.

### Mediastino superior e inferior

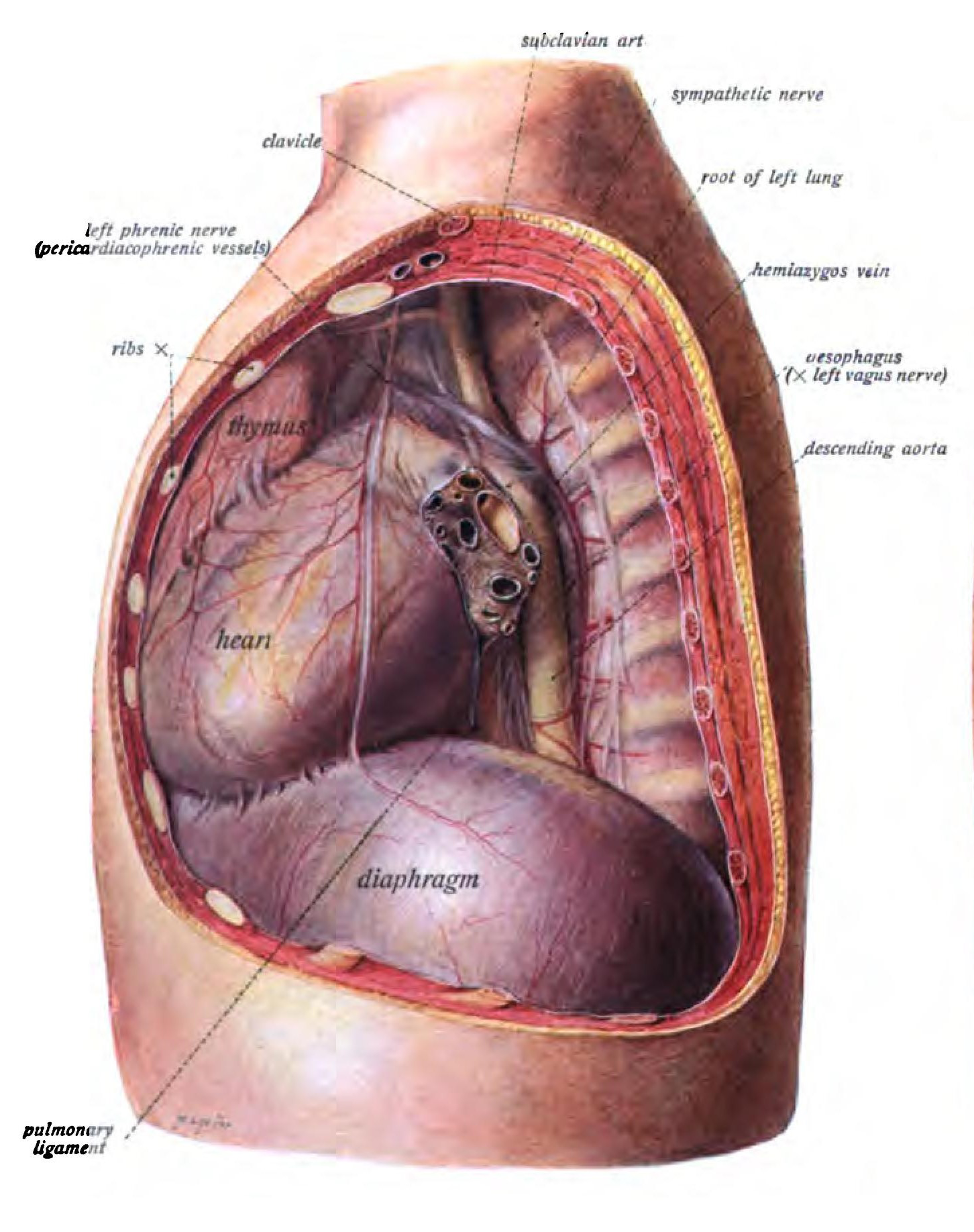
Corte sagital del tórax en el que se han extraído los pulmones, lo que permite visualizar el mediastino.

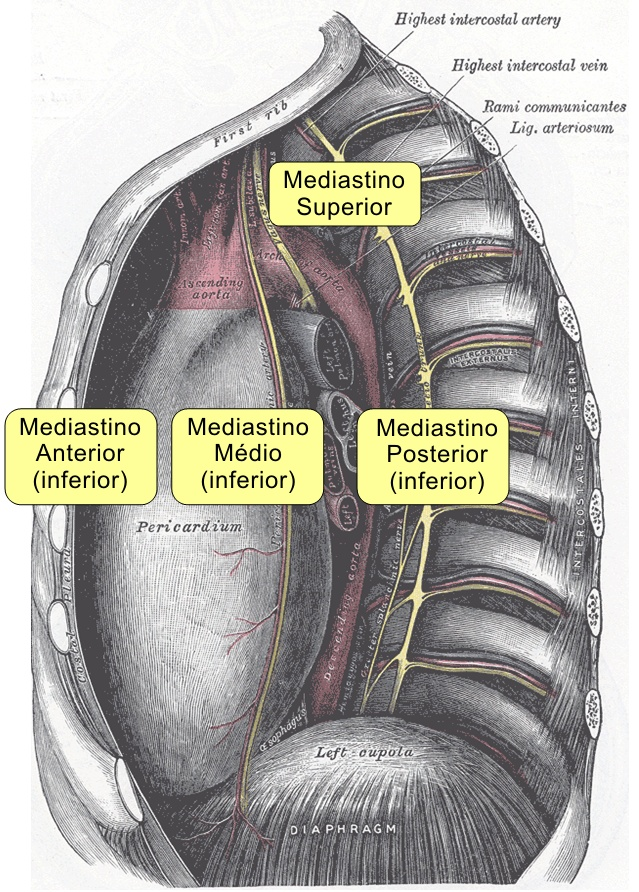
Corte sagital del tórax mostrando el mediastino y sus divisiones.

Muchos autores dividen el mediastino en superior e inferior. El superior es un espacio único, pero el inferior se subdivide en tres: anterior, medio y posterior.
- Mediastino superior: situado por encima del corazón. Contiene el timo, la mitad superior de la vena cava superior, el arco aórtico y sus ramas.[6]
- Mediastino inferior: contiene el corazón y se divide en tres partes: anterior, medio y posterior.[6]
  - Mediastino anterior: es la parte más pequeña del mediastino y se localiza delante del corazón, entre este y el esternón, contiene el extremo inferior del timo.
  - Mediastino medio: es la subdivisión más importante, ya que en él se ubica el corazón y el pericardio que lo envuelve. También las arterias y venas pulmonares, la aorta ascendente y los bronquios principales.
  - Mediastino posterior: se encuentra detrás del corazón y delante de los cuerpos vertebrales de las ocho vértebras dorsales inferiores. Contiene el esófago y la aorta descendente torácica.

Se debe comprender que algunas estructuras que pasan a través del mediastino, entre ellas el esófago, se encuentran en más de una subdivisión.

### Mediastino anterior, medio y posterior

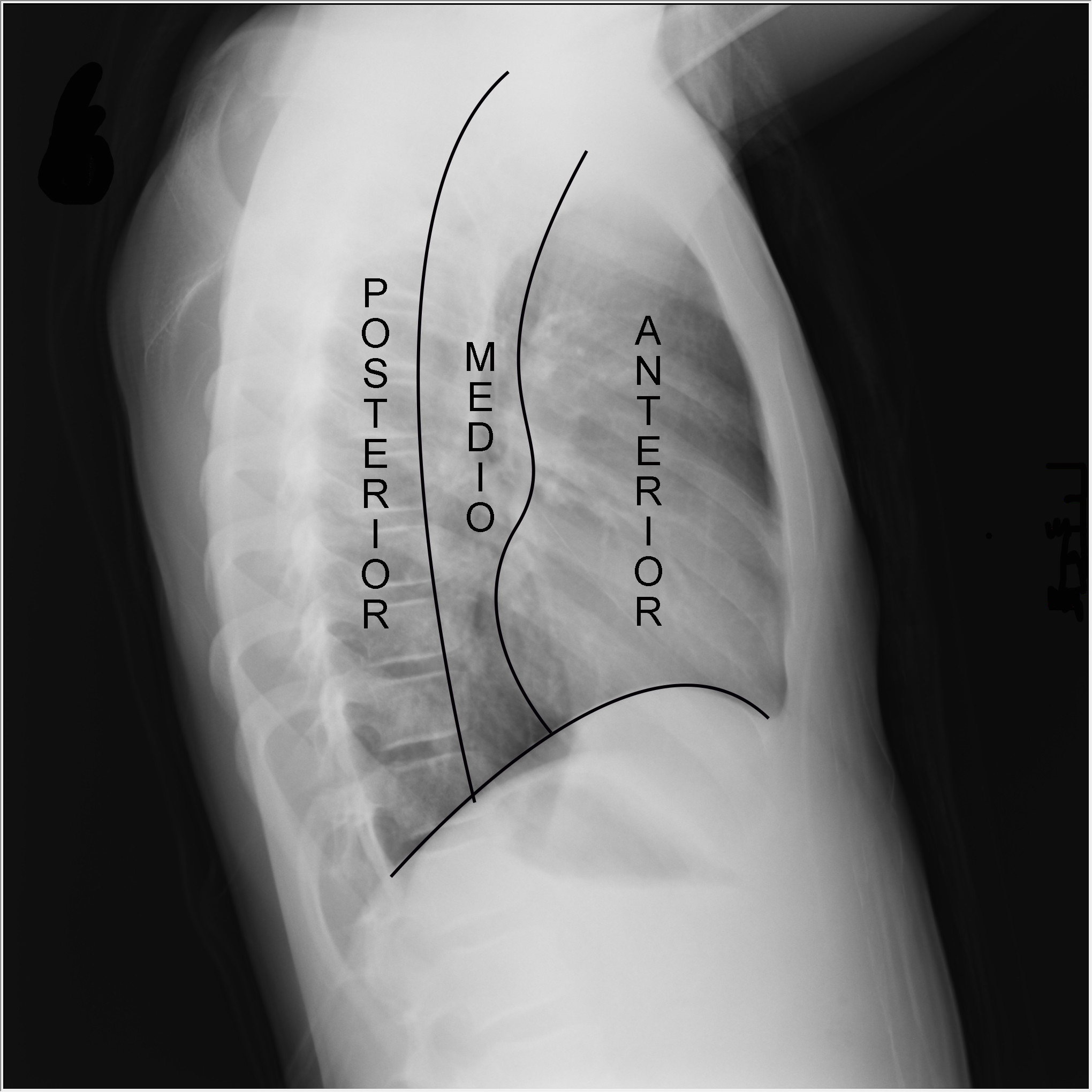
Radiografía lateral de tórax en la que pueden observarse los tres compartimientos del mediastino (Felson).

Una segunda clasificación divide el mediastino desde el punto de vista radiológico en tres zonas: anterior, media y posterior. Esta división propuesta por Felson utiliza como referencia la radiografía lateral de tórax. El mediastino anterior y medio quedan separados por una línea imaginaria que se extiende desde el borde posterior de la silueta del corazón al borde anterior de la tráquea. El mediastino posterior y medio se encuentran separados por una línea situada un centímetro por detrás del margen anterior de los cuerpos vertebrales.

### Clasificación de Galli
El anatomista argentino Eugenio Antonio Galli propuso una clasificación diferente tomando como referencia el esófago, considerando mediastino anterior al espacio situado delante del esófago y posterior al resto.
- Mediastino anterior. Se puede dividir en mediastino antero-superior o traqueo-tímico-vascular y mediastino antero-inferior o cardio-pericardio, ocupado por el corazón.
- Mediastino posterior. Los elementos principales del mediastino posterior son el esófago, la aorta torácica y el conducto torácico.

## Enfermedades
El mediastino puede ser afectado por diferentes enfermedades:
- Mediastinitis. Se caracteriza por la existencia de inflamación en el mediastino, generalmente provocada por gérmenes que colonizan esta región anatómica. Los gérmenes pueden llegar por varias vías, por ejemplo por perforación del esófago, o por extensión de procesos infecciosos pulmonares.
- Fibrosis mediastínica, también llamada mediastinitis fibrosante.
- Enfisema mediastínico, también llamado neumomediastino.
- Tumores de mediastino. A su vez se dividen en.
  - Tumores benignos.
  - Cáncer de mediastino. Puede ser primitivo del mediastino como el timoma y el linfoma o secundario por diseminación o extensión desde otros órganos.[14]
- Síndrome mediastínico. Es un conjunto de síntomas que se producen por la compresión de las estructuras que forman el mediastino, puede deberse a procesos inflamatorios o tumorales. Dentro del síndrome mediastínico pueden distinguirse diferentes posibilidades, dependiendo de la estructura afectada.
  - Síndrome de la vena cava superior
  - Síndrome de la vena cava inferior
  - Síndrome tráqueal
  - Síndrome de compresión nerviosa:
    - Nervio frénico. Por compresión de este nervio, causa dolor que se irradia al hombro.
    - Nervio laríngeo recurrente. Provoca alteraciones de la voz  (disfonía).
    - Nervios simpáticos. Provoca el síndrome de Claude Bernard-Horner.

  - Síndrome esofágico. Provoca disfagia por compresión del esófago.